# Maximilian Sladek

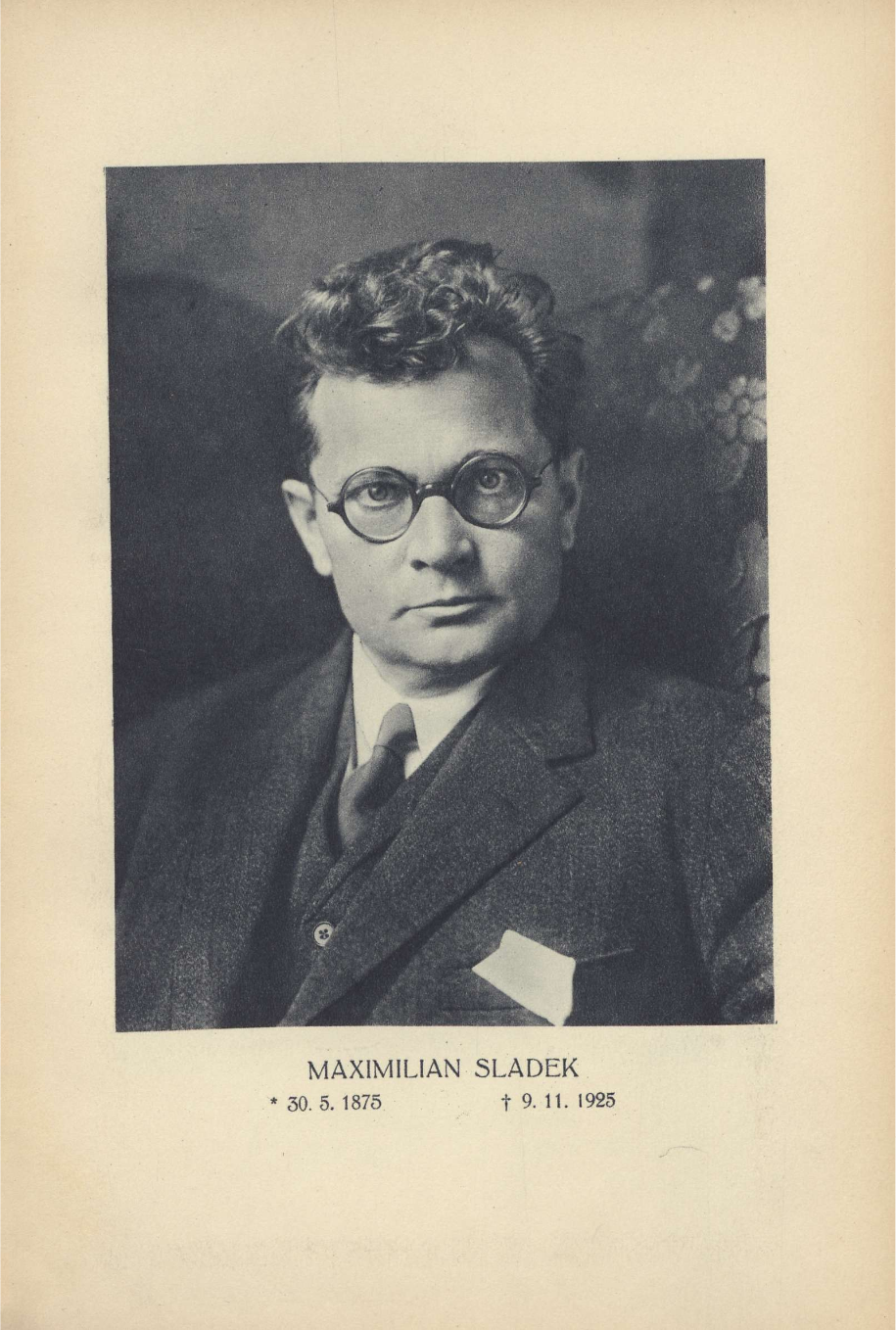
Maximilian Sladek;
Foto-Abbildung anlässlich seines Todes; Deutsches Bühnen-Jahrbuch von 1927

Maximilian Viktor Sladek (* 30. Mai 1875 in Malapane, Schlesien, Deutsches Reich; † 9. November 1925 in Berlin) war ein deutscher Theaterschauspieler, Theaterregisseur und Theaterintendant.

## Leben und Wirken
Sladek erhielt seine künstlerische Ausbildung von Paul Pauli in Berlin. Sein erstes Engagement führte ihn im Jahre 1899 ins russische St. Petersburg. Es folgten deutsche Verpflichtungen an Bühnen in Flensburg, Kiel, Posen und Stettin, ehe er 1907 in Berlin eintraf, um dort unter Victor Barnowskys Leitung am Kleinen Theater aufzutreten. Eine weitere Berliner Verpflichtung führte ihn kurz vor Ausbruch des Ersten Weltkriegs an das Neue Volkstheater. 1915/16 war er Stellvertreter Max Reinhardts. 1920 errichtete er das Kleine Schauspielhaus in der Hochschule für Musik und leitete dieses mit der Kollegin Gertrud Eysoldt. Im selben Jahr wurde Maximilian Sladek auch Direktor des Wallner-Theaters. Von 1922 bis 1925 war er Direktor des Berliner Schauspielhauses.
Zu seinen Rollen an der Bühne: Man sah Maximilian Sladek bereits in jungen Jahren im Fach des Jugendlichen Charakterspielers in einer Fülle von Theaterklassikern, darunter Goethes Torquato Tasso, Schillers Don Karlos, als Mortimer in Schillers Maria Stuart, in Sudermanns Sodoms Ende, Grillparzers Die Jüdin von Toledo und als Nikita in Tolstois Die Macht der Finsternis.
Maximilian Sladek starb 1925 im Alter von 50 Jahren in Berlin und wurde auf dem Alten St.-Matthäus-Kirchhof in Berlin-Schöneberg beigesetzt. Das Grab ist erhalten geblieben.